# Sławomir Czarlewski
Sławomir Józef Czarlewski (ur. 7 maja 1955 w Gdańsku) – polski działacz opozycyjny i dyplomata, konsul generalny w Lyonie (1991–1996), ambasador RP w Królestwie Belgii (2007–2012).

## Życiorys
Pochodzi z rodziny zamieszkałej w przedwojennym Gdańsku (dziadek i wuj byli obrońcami Poczty Polskiej). Po ukończeniu w 1974 liceum ogólnokształcącego w rodzinnym mieście podjął studia prawnicze. W 1978 został działaczem Ruchu Obrony Praw Człowieka i Obywatela, był też współpracownikiem Studenckiego Komitetu Solidarności. Za działalność antykomunistyczną został skreślony z listy studentów Uniwersytetu Gdańskiego. W 1979 przystąpił do Ruchu Młodej Polski. W 1980 ukończył studia. Bezpośrednio po nich zaczął pracę w gdańskim oddziale wojewódzkim Państwowej Inspekcji Handlowej. Na początku lat 80. działacz NSZZ „Solidarność” (m.in. kierownik działu ds. współpracy z rządem w Biurze Komisji Krajowej). Po wyjeździe do Francji w 1982 kształcił się na studiach podyplomowych z dziedziny historii najnowszej w Instytucie Nauk Politycznych w Paryżu. Od 1982 do 1984 zasiadał w kierownictwie Biura Zagranicznego „Solidarności” w Brukseli, był również wiceprzewodniczącym Komitetu Koordynacyjnego we Francji. W drugiej połowie lat 80. związany z Polską Misją Katolicką we Francji, był redaktorem pisma „Głos Katolicki”.
W 1991 objął funkcję konsula generalnego RP w Lyonie (do 1996). Od 1997 do 2002 sprawował urząd ministra pełnomocnego w ambasadzie RP w Paryżu. Po powrocie do kraju przez krótki okres stał na czele projektu „Spotkań Europejskich” Stowarzyszenia Francja–Polska dla Europy, a później był członkiem zarządu oraz dyrektorem ds. międzynarodowych spółki „Dories”. Od 2005 do 2007 pracował dla Biblioteki Polskiej w Paryżu (jako organizator sponsoringu). W latach 2006–2007 był również pełnomocnikiem prezydenta Gdańska ds. Europejskiego Centrum Solidarności. W czerwcu 2007 rozpoczął misję ambasadora RP w Belgii, odwołany ze stanowiska z dniem 15 lutego 2012. Od tego czasu działa w biznesie. Poparł Władysława Kosiniaka-Kamysza w wyborach prezydenckich w 2020.
27 września 2009 za wybitne zasługi dla niepodległości Rzeczypospolitej Polskiej, za działalność na rzecz przemian demokratycznych, za osiągnięcia w podejmowanej z pożytkiem dla kraju pracy zawodowej i społecznej został odznaczony Krzyżem Oficerskim Orderu Odrodzenia Polski. W 2022 odznaczony Krzyżem Wolności i Solidarności.
Żonaty, ma syna.